# Damernas terränglopp i mountainbike vid olympiska sommarspelen 2024
Damernas terränglopp i mountainbike vid olympiska sommarspelen 2024 avgjordes den 28 juli 2024 på Colline d'Élancourt  som är den högsta punkten i Parisregionen.

## Bakgrund
Detta var det åttonde gången grenen är med på det olympiska programmet sedan mountainbikecykling lades till programmet 1996.
Regerande olympisk mästare var Jolanda Neff från Schweiz.

## Tävlingsformat
Mountainbike-loppet är en masstart där cyklisterna cyklar banan sju varv. Det finns bara en tävlingsomgång. Mountainbikebanan är 4,4 kilometer lång, med plötsliga höjdförändringar, smala grusstigar och steniga partier. Cyklister som blir varvade elimineras. 

## Resultat
| Plats | Nr | Cyklist                           | Land           | Tid     | Diff.  |
| ----- | -- | --------------------------------- | -------------- | ------- | ------ |
| 1     | 4  | Pauline Ferrand-Prévot            | Frankrike      | 1:26:02 | +0:00  |
| 2     | 11 | Haley Batten                      | USA            | 1:28:59 | +2:57  |
| 3     | 12 | Jenny Rissveds                    | Sverige        | 1:29:04 | +3:02  |
| 4     | 3  | Puck Pieterse                     | Nederländerna  | 1:29:25 | +3:23  |
| 5     | 13 | Evie Richards                     | Storbritannien | 1:29:29 | +3:27  |
| 6     | 10 | Laura Stigger                     | Österrike      | 1:30:15 | +4:13  |
| 7     | 2  | Alessandra Keller                 | Schweiz        | 1:30:43 | +4:41  |
| 8     | 15 | Sammie Maxwell                    | Nya Zeeland    | 1:30:43 | +4:41  |
| 9     | 18 | Anne Terpstra                     | Nederländerna  | 1:31:35 | +5:33  |
| 10    | 35 | Blanka Vas                        | Ungern         | 1:31:42 | +5:40  |
| 11    | 21 | Chiara Teocchi                    | Italien        | 1:31:52 | +5:50  |
| 12    | 6  | Savilia Blunk                     | USA            | 1:31:52 | +5:50  |
| 13    | 14 | Rebecca Henderson                 | Australien     | 1:32:44 | +6:42  |
| 14    | 7  | Martina Berta                     | Italien        | 1:32:50 | +6:48  |
| 15    | 19 | Caroline Bohe                     | Danmark        | 1:33:11 | +7:09  |
| 16    | 22 | Nina Benz                         | Tyskland       | 1:33:43 | +7:41  |
| 17    | 28 | Isabella Holmgren                 | Kanada         | 1:33:43 | +7:41  |
| 18    | 8  | Mona Mitterwallner                | Österrike      | 1:34:44 | +8:42  |
| 19    | 17 | Janika Lõiv                       | Estland        | 1:35:05 | +9:03  |
| 20    | 9  | Candice Lill                      | Sydafrika      | 1:35:33 | +9:31  |
| 21    | 23 | Sina Frei                         | Schweiz        | 1:35:34 | +9:32  |
| 22    | 34 | Zhifan Wu                         | Kina           | 1:36:07 | +10:05 |
| 23    | 31 | Ella Maclean-Howell               | Storbritannien | 1:36:26 | +10:24 |
| 24    | 24 | Sofie Heby Pedersen               | Danmark        | —       | -1 LAP |
| 25    | 27 | Emeline Detilleux                 | Belgien        | —       | -1 LAP |
| 26    | 16 | Yana Belomoina                    | Ukraina        | —       | -1 LAP |
| 27    | 20 | Paula Gorycka                     | Polen          | —       | -2 LAP |
| 28    | 29 | Raiza Goulão                      | Brasilien      | —       | -2 LAP |
| 29    | 26 | Raquel Queiros                    | Portugal       | —       | -2 LAP |
| 30    | 30 | Tanja Zakelj                      | Slovenien      | —       | -2 LAP |
| 31    | 25 | Adela Holubova                    | Tjeckien       | —       | -2 LAP |
| 32    | 33 | Urara Kawaguchi                   | Japan          | —       | -3 LAP |
| 33    | 32 | Érika Monserrath Rodríguez Suárez | Mexiko         | —       | -4 LAP |
| 34    | 37 | Jazilla Mwamikazi                 | Rwanda         | —       | -5 LAP |
| —     | 5  | Loana Lecomte                     | Frankrike      | DNF     | DNF    |
| —     | 36 | Aurelie Halbwachs                 | Mauritius      | DNF     | DNF    |